# José Daras
José Daras (Malonne, 28 mei 1948) is een Belgisch politicus voor Ecolo, waarvan hij een van de oprichters was.

## Levensloop
Daras behaalde in 1971 het diploma van licentiaat en geaggregeerde in de aardrijkskunde aan de Universiteit Luik, in 1973 aangevuld met een bijzondere licentie voor ontwikkelingslanden. Beroepshalve werd hij leerkracht Aardrijkskunde en Sociale Wetenschappen aan het Atheneum van Vottem.
Hij militeerde binnen verschillende sociale en ecologische verenigingen en was in 1976 een van de medestichters van de Belgische afdeling van Amis de la Terre. In 1980 lag hij mee aan de basis van de stichting van de partij Ecolo en schreef hij mee aan de statuten. Daarna was Daras van 1980 tot 1981 secretaris-generaal van de partijafdeling van het arrondissement Luik. Ook was hij van 1983 tot 1989 bestuurder en van 1989 tot 1995 voorzitter van de vzw Jeunesse-Écologie en van 1993 tot 1998 bestuurder van CEFE, het Centrum voor de Studie en de Opleiding in Ecologie.
In 1981 werd hij voor het arrondissement Luik verkozen in de Kamer van volksvertegenwoordigers en bleef er zetelen tot in 1991. Ook was hij er van 1986 tot 1989 voorzitter van de Ecolo/Agalev-fractie. Vervolgens zetelde hij van 1991 tot 1999 voor het eerst in de Belgische Senaat, van 1991 tot 1995 als rechtstreeks gekozen senator en van 1995 tot 1999 als gemeenschapssenator. Door het toen bestaande dubbelmandaat was hij van 1981 tot 1995 ook lid van de Waalse Gewestraad en de Raad van de Franse Gemeenschap. Van 1985 tot 1988 en van 1992 tot 1995 was hij in de Waalse Gewestraad Ecolo-fractieleider. Tevens was Daras van 1995 tot 1999 lid van het Waals Parlement en van het Parlement van de Franse Gemeenschap. Van 1995 tot 1999 was hij Ecolo-fractieleider in het Waals Parlement.
Bij de verkiezingen van 1999 stelde Daras zich geen kandidaat meer. Niettemin werd hij een maand later door zijn partij Ecolo benoemd tot viceminister-president en minister van Mobiliteit, Transport en Energie in de Waalse regering, wat hij bleef tot in 2004. Tijdens zijn ministerschap was het een van zijn bekommernissen om de mobiliteit van minder mobiele  personen te verbeteren. Een andere bekommernis was het respecteren van het in 1997 afgesloten Kyoto-protocol in beslissingen van de Waalse overheid. Daras nam als Waals minister maatregelen in verband met de transitie naar duurzame energie, introduceerde het concept van gemeentelijke mobiliteitsplannen en voorzag grote stedelijke zones de mogelijkheid om stedelijke mobiliteitsplannen op te stellen om de duurzame ontwikkelingsdoelstellingen te halen. Daarnaast voerde hij gratis openbaar vervoer in voor 65-plussers en diende hij een plan voor duurzame mobiliteit in, waarvan verschillende maatregelen echter slecht vielen bij de coalitiepartners.
Na de verkiezingen van 2004 werd Daras in februari 2005 voorzitter van Etopia, de studiedienst van Ecolo en opvolger van het CEFE. Ook bleef hij binnen Ecolo actief als secretaris van de regionale afdeling in Luik. In 2007 werd Daras voor zijn partij opnieuw verkozen tot rechtstreeks gekozen senator in de Senaat en werd er meteen fractieleider. Hij bleef in de Senaat zetelen tot aan de verkiezingen van 2010. 
In 1995 werd Daras benoemd tot minister van Staat. Tijdens de politieke crisis in de zomer van 2007 was Daras een van de ministers van Staat die officieel door koning Albert II werd geconsulteerd om uit de ontstane impasse te geraken.